# Miomantis coxalis
Miomantis coxalis es una especie de mantis de la familia Mantidae.

## Distribución geográfica
Se encuentra en Angola, Lesoto, Namibia, en Natal, Transvaal y la Provincia del Cabo en (Sudáfrica).